# Bugatti Type 36
La Bugatti Type 36 est une automobile sportive de la seconde moitié des années 1920 développée par le constructeur automobile français Bugatti.